# اکسید قرمز
اکسید قرمز (به انگلیسی: Rose oxide) با فرمول شیمیایی C۱۰H۱۸O یک ترکیب شیمیایی است. که جرم مولی آن ۱۵۴٫۲۵ g/mol می‌باشد.